# Jean Joseph Pierre Pascalis
Joseph Jean Pierre Pascalis (Eyguières, 6 febbraio 1732 – Aix-en-Provence, 14 dicembre 1790) è stato un avvocato francese.

## Biografia
Joseph Jean Pierre Pascalis è stato un noto avvocato provenzale che ha avuto un influsso locale importante all'inizio della Rivoluzione francese. Fu procuratore di Aix-en-Provence e assessore della Provenza durante l'Ancien Régime. Fu eletto deputato del Terzo Stato per sostituire Servan, ma Pascalis rifiutò la nomina. 
Fervido oppositore delle idee rivoluzionarie, fu catturato da una folla inferocita che lo portò in prigione. Venne giustiziato il giorno seguente.